# Der Masuren-Krimi
Der Masuren-Krimi ist eine Kriminalfilmreihe der ARD mit Claudia Eisinger und Sebastian Hülk in den Hauptrollen. Sie wurde seit Mai 2021 in bislang acht Folgen ausgestrahlt, beruht auf einer Drehbuchvorlage von Markus B. Altmeyer, wurde in Polen auch mit polnischen Schauspielern und zum Teil mit polnischer Crew gedreht und von der Degeto (Philip Voges, Alban Rehnitz) produziert.

## Handlung
Die polnischstämmige, in Berlin lebende Kriminaltechnikerin Dr. Viktoria Wex wird in der ersten Folge zurück an den Ort ihrer Kindheit gerufen. Sie wuchs in Pasym in Masuren bei Onkel Fryderyk und Tante Marta auf. Fryderyk soll sich umgebracht haben. Das kann sie nicht glauben und so macht sie sich sofort auf den Weg, um den Todesfall zu untersuchen. Sie weiß ja, wie man das macht; sie ist Naturwissenschaftlerin mit Leib und Seele. Das hat sie von ihrem Onkel geerbt, der Chemiker war.
Pasym ist eine Kleinstadt inmitten der Masurischen Seenplatte, etwa 28 Kilometer südöstlich von Olsztyn, wo sich das nächste Kriminalkommissariat befindet. Gleich in der ersten Folge lernt sie die Nachbarn ihrer Zieheltern kennen: Leon Pawlak und seine etwa 10-jährige Tochter Emilia. Pawlak ist Streifenpolizist in Pasym, früher war er als Kommissar in Olsztyn tätig, wo auch noch seine Exfrau Zofia Kowalska arbeitet. Pawlak hat sich aber nach der Scheidung zurückstufen lassen, um sich besser um die gemeinsame Tochter kümmern zu können, ein lebhaftes, freundliches und neugieriges Mädchen. Viktoria Wex hingegen hat autistische Züge, denkt sehr rational und analytisch und zieht Moleküle den Menschen vor. Im Lauf der ersten Folge stellt sich heraus, dass sie offensichtlich wegen Fehlverhaltens in Berlin suspendiert wurde.
Die wunderschöne Landschaft Masurens mit ihren vielen Seen ist in den Aufnahmen sehr präsent. Das Wohnhaus von Onkel und Tante, in das Viktoria Wex zurückkehrt, liegt direkt am Ufer eines Sees und ist vom Onkel mit einem kleinen Chemielabor ausgestattet worden. Wex kann dort die Umstände des ersten Todesfalles „an der Kripo vorbei“ ermitteln und beeindruckt damit Kommissarin Zofia Kowalska nachhaltig, sodass sie in den folgenden Episoden offizielle Ermittlungsaufträge erhält und schließlich eingestellt wird bei der Olsztyner Kriminalpolizei.
Neben dem Todesfall, der jeweils pro Episode aufgeklärt wird, zieht sich horizontal die Geschichte des Onkels Fryderyk und der an Demenz erkrankten Tante Marta durch alle Folgen; immer wieder geht es auch um die unklaren Todesumstände von Felix Wex, Viktorias Ehemann. Felix erscheint Viktoria sehr häufig in Tagträumen. Ebenfalls wird Viktorias Kindheit mit kurzen Rückblenden in warmem Licht illustriert, man gewinnt den Eindruck, dass sie eine sehr glückliche Kindheit hatte.

## Episodenliste
| Nr. | Originaltitel                                 | Erstausstrahlung | Regie            | Drehbuch                         | Zuschauer             |
| --- | --------------------------------------------- | ---------------- | ---------------- | -------------------------------- | --------------------- |
| 1   | Der Masuren-Krimi: Fryderyks Erbe             | 20. Mai 2021     | Anno Saul        | Ulli Stephan                     | 6,37 Mio. (21 % MA)   |
| 2   | Der Masuren-Krimi: Fangschuss                 | 27. Mai 2021     | Anno Saul        | Ulli Stephan                     | 6,22 Mio. (20,2 % MA) |
| 3   | Der Masuren-Krimi: Marzanna, Göttin des Todes | 16. März 2023    | Sven Taddicken   | Ulli Stephan                     | 5,64 Mio. (20,7 % MA) |
| 4   | Der Masuren-Krimi: Freund oder Feind          | 23. März 2023    | Sven Taddicken   | Nadine Schweigardt               | 5,64 Mio. (20,7 % MA) |
| 5   | Der Masuren-Krimi: Blutgeld                   | 29. Feb. 2024    | Frauke Thielecke | Olaf Kraemer                     | 5,67 Mio. (20,7 % MA) |
| 6   | Der Masuren-Krimi: Die verlorene Tochter      | 7. März 2024     | Frauke Thielecke | Nadine Schweigardt               | 5,16 Mio. (19,7 % MA) |
| 7   | Der Masuren-Krimi: Liebestod                  | 27. März 2025    | Nicolai Rohde    | Olaf Kraemer, Nadine Schweigardt | 5,31 Mio. (22,2 % MA) |
| 8   | Der Masuren-Krimi: Mord in Galindien          | 3. Apr. 2025     | Nicolai Rohde    | Nadine Schweigardt               | 5,25 Mio. (21,5 % MA) |

## Kritiken
„Die meisten Mitwirkenden sind Polen oder haben polnische Wurzeln. Das sorgt einerseits für große Authentizität, hat aber andererseits wie bei vielen Auslandskrimis von ARD und ZDF ein seltsames Sprachengemisch zur Folge, weil die einen fließend deutsch sprechen, die anderen einen starken Akzent haben und eine dritte Gruppe synchronisiert worden ist. […]  Ähnlich viel Anerkennung wie der vorzüglichen Bildgestaltung gebührt dem Szenenbild (Fryderyk Swierczynski); gerade das Haus der Jankowskis steckt voller kleiner Überraschungen, die Saul aber nie aufdringlich in den Vordergrund rückt. Diese Beiläufigkeit prägt auch den Erzählstil. […] Dank der Bilder, in denen sich auch dank der erdigen Farben in Kostüm und Ausstattung der Gemütszustand der Heldin widerspiegelt, ist der erste ,Masuren-Krimi‘ immerhin ziemlich gutes Fernsehen.“ lobt Tilmann P. Gangloff von Tittelbach.tv.
„Nicht nur die Figur der Viktoria Wex überzeugt, das gesamte Personal wirkt lebensnah, fast authentisch. Man nimmt diesen Charakteren, dem Dorfarzt, der Bootsbauerin, der Altenpflegerin und Nebenerwerbslandwirtin, ab, dass sie in dieser Region verwurzelt sind. […] Erfreulich, dass das Gros der Rollen nicht an die Fließbandarbeiter des deutschen Fernsehens, sondern an polnische Schauspieler vergeben wurde. Regisseur Anno Saul übernahm selbst die Regie der Synchronisation, die keine Mängel aufweist, was nicht Standard ist in den Auswärtskrimis der Degeto.“ schreibt Harald Keller in der Frankfurter Rundschau.